# Sphaerodactylus dacnicolor
Espèce
Synonymes
- Sphaerodactylus oxyrhinus dacnicolor Barbour, 1910

Sphaerodactylus dacnicolor est une espèce de geckos de la famille des Sphaerodactylidae.

## Répartition
Cette espèce est endémique du Nord-Est de la Jamaïque.

## Publication originale
- Barbour, 1910 : Notes on the herpetology of Jamaica. Bulletin of the Museum of Comparative Zoology at Harvard College, vol. 52, p. 273-301 (texte intégral).